# Haemaphysalis hoodi
Haemaphysalis hoodi este o specie de căpușe din genul Haemaphysalis, familia Ixodidae, descrisă de Warburton și Thomas Nuttall în anul 1909. Conform Catalogue of Life specia Haemaphysalis hoodi nu are subspecii cunoscute.